# Рискужино
Риску́жино (рос. Рыскужино, башк. Рысҡужа) — присілок у складі Абзеліловського району Башкортостану, Росія. Входить до складу Амангільдінської сільської ради.
Населення — 453 особи (2010; 466 в 2002).
Національний склад:
- башкири — 100%